# 卡托巴 (密蘇里州)
卡托巴（英語：Catawba）是位於美國密蘇里州考德威爾縣的非建制地區。

## 歷史
卡托巴的郵局於1872年設立，其後於1905年停運。

## 地理
卡托巴所處的海拔為高於海平面263米（即863英呎），而該地所採用的時區為UTC-6，即北美中部時區（CST）。同時該地設有夏令時間，為UTC-6調快一小時，即UTC-5（CDT）。